# Marsilius van Padua

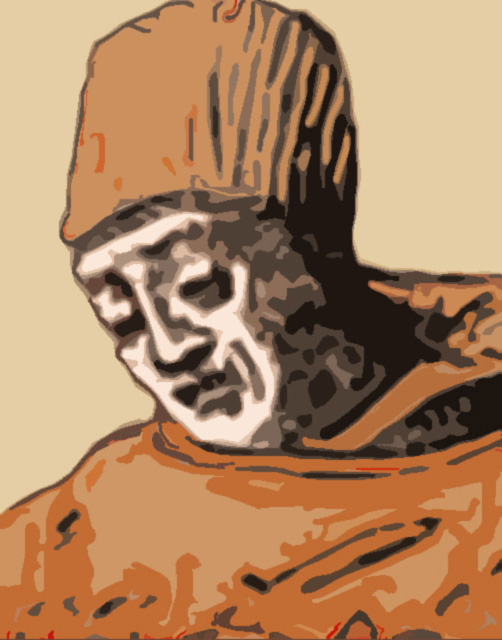
Marsilius van Padua

Marsilius van Padua (Padua, circa 1280 - München, 1342 of 1343) was een Italiaans filosoof die vooral schreef over politieke theorie. Hij is ook bekend onder zijn Latijnse naam Marsilius Patavinus en zijn Italiaanse naam Marsilio da Padova.

## Leven
Marsilius stamde uit de familie Dei Mainardini. Hij studeerde filosofie in zijn geboortestad en geneeskunde in Parijs. Hij behaalde aan de Sorbonne ook de graad van magister artium. Marsilius was in 1313 rector van deze universiteit. Daarna verbleef hij enige tijd te Verona en Milaan als partijganger van de Ghibellijnen, degenen die de Duitse keizer steunde. In 1318 was hij in Avignon, maar in 1320 keerde hij terug naar Parijs, waar hij als arts werkte en tevens theologie ging studeren. Vanwege zijn politieke standpunten die de paus in 1327 zou veroordelen, moest hij al in 1326 Parijs ontvluchten. In 1329 kwam hij aan het hof van Lodewijk van Beieren, waar ook Willem van Ockham gastvrij was onthaald. Hij overleed er eind 1342 of begin 1343.

## Werken
Marsilius' hoofdwerk is de Defensor Pacis (De verdediger van de vrede) uit 1324. Hierin neemt hij stelling tegen de pausen, verdedigt hij de autoriteit van concilies boven de paus, en pleit hij voor meer macht voor de Duitse keizer. Concreet steunde hij vooral Lodewijk van Beieren in diens conflict met paus Johannes XXII. Marsilius wees de tweezwaardenleer (de middeleeuwse opvatting dat kerk en staat moesten samenwerken onder leiding van de paus) af. Hij wordt daardoor beschouwd als een van de grondleggers van de scheiding van kerk en staat en van het moderne denken over politieke macht; bij Marsilius vindt men belangrijke aanzetten voor het denken over het staatsbegrip en soevereiniteit. Met zijn pleidooi voor verkiezing van de vorst door het volk en inspraak bij de opstelling van wetten, was hij zijn tijd ver vooruit. 
Verder schreef hij onder andere de traktaten Defensor minor (De kleine verdediger) en De translatione imperii (Over de overdracht van de macht).
- Bibsys: 90795975
- Biblioteca Nacional de España: XX1057533
- Bibliothèque nationale de France: cb11886889k (data)
- Catàleg d'autoritats de noms i títols de Catalunya: 981058513939106706
- CiNii: DA0163669X
- Gemeinsame Normdatei: 118578170
- International Standard Name Identifier: 0000 0001 0886 109X
- Library of Congress Control Number: n79045307
- Nationale Bibliotheek van Letland: 000182736
- Nationale Bibliotheek van Tsjechië: jn19981001814
- Nationale bibliotheek van Australië: 35788035
- Nationale Bibliotheek van Israël: 987007437093605171
- Nationale Bibliotheek van Polen: a0000001682337
- Nederlandse Thesaurus van Auteursnamen: 068976755
- Réseau des bibliothèques de Suisse occidentale: 02-A000110862
- Istituto Centrale per il Catalogo Unico: RAVV039761
- LIBRIS: 74564
- Système universitaire de documentation: 026663120
- Trove: 1088189
- Virtual International Authority File: 34445104